# Neolitsea chuii
Neolitsea chuii är en lagerväxtart som beskrevs av Elmer Drew Merrill. Neolitsea chuii ingår i släktet Neolitsea och familjen lagerväxter. Inga underarter finns listade i Catalogue of Life.